# Jeux
Jeux è un balletto in un atto con musica di Claude Debussy scritto fra il 1912 e il 1913 e realizzato per i Balletti russi di Sergej Djagilev. La coreografia originale fu di Vaclav Nižinskij, il soggetto di Nižinskij e di Léon Bakst, le scene e i costumi sempre di Bakst.

## Storia
Nel 1912 il ballerino e coreografo Vaclav Nižinskij decise di realizzare una coreografia sulla musica del Prélude à l'après-midi d'un faune per la compagnia di Djagilev. Debussy venne a conoscenza della cosa solo in un secondo tempo e si dimostrò per niente soddisfatto non avendo particolare ammirazione per i Balletti russi. In effetti lo scandalo che la coreografia suscitò alla prima rappresentazione il 29 maggio diede ragione ai timori del musicista; quando Djagilev, il mese successivo, propose a Debussy la realizzazione di un nuovo balletto, Jeux, sempre con la coreografia di Nižinskij, il compositore si mostrò alquanto riluttante e, essendo sempre a corto di denaro, accettò soltanto quando gli vennero promessi come compenso diecimila franchi.
La realizzazione di questo nuovo balletto fu assai veloce, un mese soltanto, fra luglio e agosto del 1912; Debussy non amava il soggetto di Nižinskij che trovava orribile ed ebbe parecchie difficoltà nel comporre; continuò poi a ritoccare continuamente la sua partitura, per perfezionarla, fino a pochi giorni dal debutto. La prima rappresentazione, ad opera dei Balletti russi, avvenne a Parigi, al Théâtre des Champs-Élysées il 15 maggio 1913 con la direzione orchestrale di Pierre Monteux, interpreti principali Vaclav Nižinskij, Tamara Karsavina e Ludmilla Schollar. Una delle interpreti doveva essere inizialmente la sorella del coreografo, Bronislava Nižinskaja, che, essendo incinta, venne sostituita.
La rappresentazione ebbe luogo due settimane prima del debutto de La sagra della primavera di Igor Stravinskij. La musica di Debussy, raffinata, fluttuante, non certo facile all'ascolto, e la coreografia di Nižinskij, molto stilizzata, riscossero solo una tiepida accoglienza, segnata anche da qualche fischio. Lo scandalo suscitato pochi giorni dopo dal balletto di Stravinskij con la sua musica dissacrante e innovativa cancellò anche le più lievi impressioni lasciate dall'opera di Debussy. I Balletti russi accantonarono per sempre la coreografia; solo la musica ebbe, come successe anche per Le Sacre, una riabilitazione con l'esecuzione orchestrale avvenuta nel mese di marzo 1914. 
Pierre Boulez ha parlato di Jeux come "Il pomeriggio di un fauno in abiti sportivi", sottolineando in tal modo il legame esistente con la coreografia della precedente opera di Debussy dove le ninfe sono inseguite dal giovane fauno

## Argomento

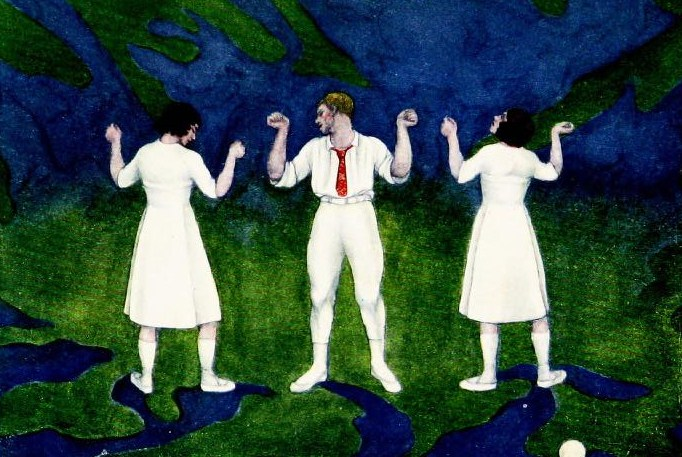
"The Art of Nijinsky" di Geoffrey Arundel Whitworth rappresentante Jeux, 1913

La rappresentazione si svolge al crepuscolo, in un parco; un giovane cerca una palla da tennis che ha perduto, ma la sua ricerca viene sviata dall'arrivo di due ragazze; poiché sono tutte e due attraenti, egli non sa a chi rivolgere l'attenzione e inizia così un gioco amoroso con entrambe. La luce artificiale delle lampade crea un'atmosfera fantastica e ricorda i giochi infantili. I tre giovani si rincorrono, si nascondono, litigano e si tengono il broncio. Scende la notte, l'aria è tiepida e il cielo rischiarato da una tenue luce. Una nuova palla, lanciata all'improvviso da uno sconosciuto, rompe l'incantesimo. Sorpreso, il giovane si allontana per inseguirla seguito dalle due fanciulle e tutti si dileguano nell'oscurità del giardino.

## Analisi
Jeux, Poème dansé, come venne pubblicato nel 1914, è stata la prima composizione di Debussy scritta espressamente per il balletto; un lavoro composto malvolentieri, con dei collaboratori che non amava, così come il musicista stesso confessò al suo editore, Jacques Durand, raccontando di non volere fare ascoltare le parti già scritte a Djagilev e Nižinskij poiché non voleva che "i barbari" mettessero il naso nelle sue esperienze personali. Jeux fu anche l'ultima partitura sinfonica scritta dal musicista e l'utilizzo di una grande orchestra indica il suo impegno per realizzare un grande lavoro virtuosistico in cui utilizza, in maniera mirabile, tutte le famiglie di strumenti

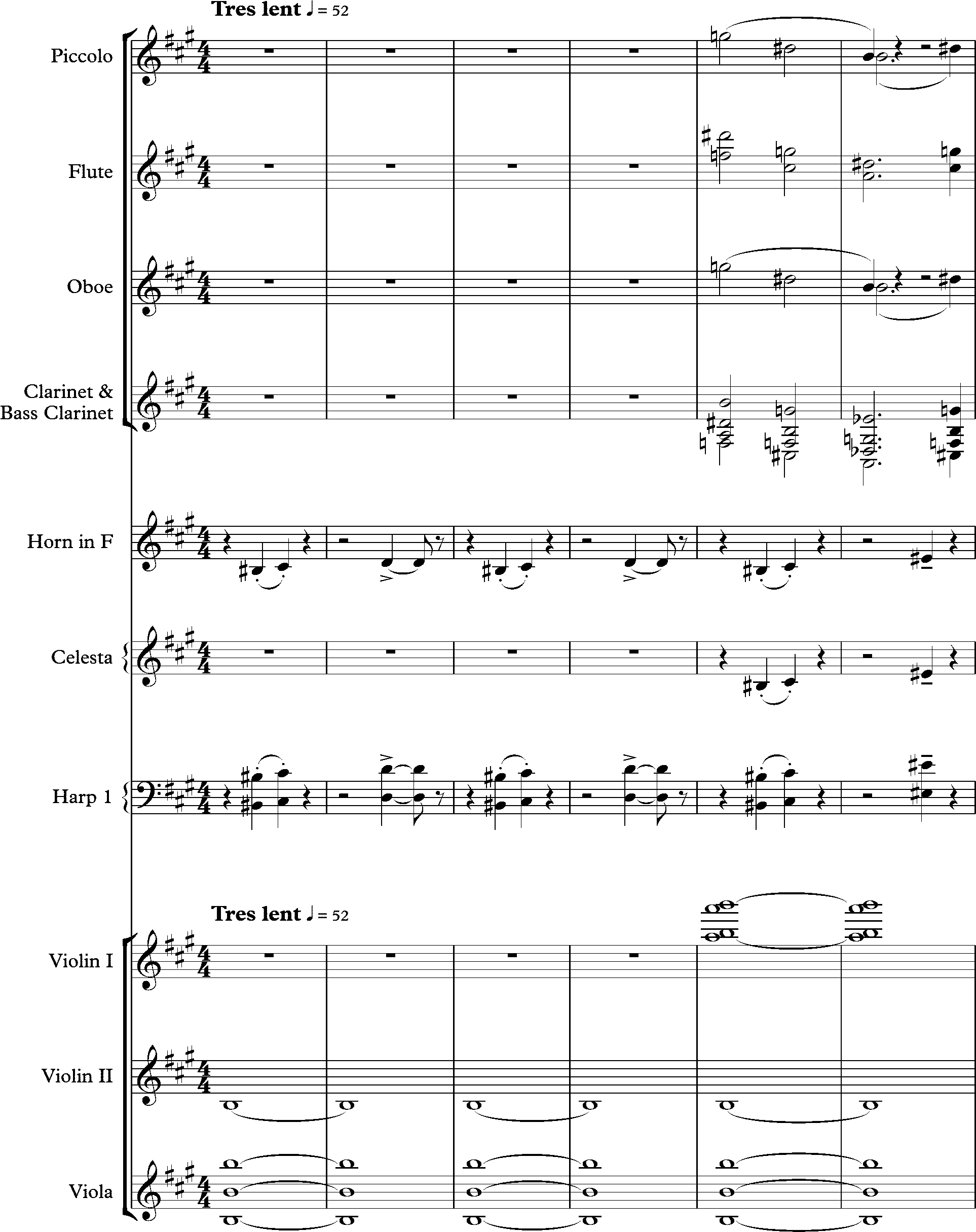
Battute iniziali di Jeux

### La musica
A un primo superficiale ascolto la musica di Jeux appare come priva di sviluppo della melodia e i temi sembrano essere a sé stanti, isolati, mostrando pochissime connessioni. Debussy, in quest'opera decisamente innovativa, oltrepassa il suo linguaggio compositivo impressionista, le modulazioni tradizionali vengono accantonate e la musica rimane come polverizzata diventando ininterrotta e fluttuante. Come scrive Pierre Boulez, per capirla "basta soltanto sottomettersi al suo sviluppo, poiché una evoluzione costante delle idee tematiche elimina qualsiasi simmetria nell'architettura...Jeux segna l'avvento di una forma musicale che, rinnovandosi istantaneamente, implica un modo uditivo non meno istantaneo". La complessità e la innovazione del lavoro fecero sì che quest'opera non venisse capita dai contemporanei, anzi, Debussy venne accusato di essere ormai senza idee e di essere incapace di sviluppare un discorso sonoro; solo recentemente la critica ha considerato questa partitura una delle più geniali del musicista francese rivalutandola pienamente.

### La coreografia di Nižinskij
Quando Djagilev commissionò a Nižinskij Jeux pensava di realizzare una "apologia plastica dell'uomo del 1913". Il soggetto, decisamente moderno, sollecitò l'immaginazione del ballerino che, alla sua seconda esperienza come coreografo, cercò di realizzare movimenti innovativi, schematici, agolosi, creati sulla suggestione della pittura cubista; egli immaginava anche di proporre dei costumi futuristi, del 1920, e addirittura l'arrivo sulla scena di un aeroplano con relativo disastro finale. Preso da queste ideazioni inusitate e distratto anche dalla contemporanea impegnativa realizzazione de Le Sacre du printemps, Nižinskij non riuscì a trasformare le sue idee in lavoro compiuto. Unì movimenti anticlassici a modelli di danza tradizionale e accademica, senza riuscire a legarli e fonderli in una coreografia costruttiva. Debussy così scrisse a questo proposito: "Il genio perverso di Nižinskij ha escogitato una matematica speciale! Quest'uomo addiziona i trentaduesimi con i suoi piedi, fa la prova con le sue braccia, poi subito colpito da emiplegia, guarda scorrere la musica con occhio torbido. Sembra che questo si chiami la stilizzazione del gesto...che scempio!".

## Organico orchestrale
Due ottavini, due flauti, tre oboi, un corno inglese, tre clarinetti, un clarinetto basso, tre fagotti, quattro corni, sarrussofono, quattro trombe, tre tromboni, tuba, timpani, percussioni, due arpe, celesta, archi. 

## Altre versioni coreografiche
- Jean Börlin realizzò una nuova coreografia il 25 ottobre 1920, sempre al Théâtre des Champs-Élysées di Parigi, con i Ballets suédois di Rolf de Maré. Interpreti furono Jean Börlin, Carina Ari, Jenny Hasselquist.
- William Dollar il 23 aprile 1950 mise in scena Jeux a New York con l'American Ballet Theatre, interpreti Nora Kaye, Norma Vance, Igor Youskevitch.
- John Taras, ancora a New York, il 28 aprile 1966 con il New York City Ballet creò la sua versione con interpreti Allegra Kent, Melissa Hayden e Edward Villella.
- Aurel Milloss, con il Teatro dell'Opera di Roma, il 2 dicembre 1967 mise in scena il balletto con Elisabetta Terabust, Alfredo Rainò, Giancarlo Vantaggio.